# Camps-Saint-Mathurin-Léobazel
Pour les articles homonymes, voir Camps, Le Camp des saints et Saint-Mathurin (homonymie).
Camps-Saint-Mathurin-Léobazel est une commune française située dans le département de la Corrèze en région Nouvelle-Aquitaine.

## Géographie
La commune de Camps-Saint-Mathurin-Léobazel, traversée par le 45e parallèle nord, est de ce fait située à égale distance du pôle Nord et de l'équateur terrestre (environ 5 000 km).
Commune du Massif central située dans la Xaintrie Noire.
La commune est traversée par la rivière Cère.

### Communes limitrophes
La commune est limitrophe du département du Lot.
| Mercœur             | Sexcles                       | Saint-Mathurin-Léobazel |
| Cahus (Lot)         | Camps-Saint-Mathurin-Léobazel | Saint-Julien-le-Pèlerin |
| Laval-de-Cère (Lot) | Sousceyrac-en-Quercy (Lot)    | Lamativie (Lot)         |

### Climat
Pour des articles plus généraux, voir Climat de la Nouvelle-Aquitaine et Climat de la Corrèze.
Historiquement, la commune est exposée à un climat montagnard.
En 2020, Météo-France publie une typologie des climats de la France métropolitaine dans laquelle la commune est exposée à un climat de montagne et est dans la région climatique  Ouest et nord-ouest du Massif Central, caractérisée par une pluviométrie annuelle de 900 à 1 500 mm, maximale en automne et en hiver.
Pour la période 1971-2000, la température annuelle moyenne est de 11 °C, avec  une amplitude thermique annuelle de 15,3 °C. Le cumul annuel moyen de précipitations est de 1 444 mm, avec 13,5 jours de précipitations en janvier et 7,8 jours en juillet. Pour la période 1991-2020, la température moyenne annuelle observée sur la station météorologique installée sur la commune est de 11,1 °C et le cumul annuel moyen de précipitations est de 1 432,2 mm,. Pour l'avenir, les paramètres climatiques de la commune estimés pour 2050 selon différents scénarios d’émission de gaz à effet de serre sont consultables sur un site dédié publié par Météo-France en novembre 2022.
| Mois                                  | jan.           | fév.           | mars             | avril         | mai           | juin           | jui.          | août           | sep.            | oct.          | nov.             | déc.            | année     |
| ------------------------------------- | -------------- | -------------- | ---------------- | ------------- | ------------- | -------------- | ------------- | -------------- | --------------- | ------------- | ---------------- | --------------- | --------- |
| Température minimale moyenne (°C)     | 0,3            | 0              | 2,4              | 4,6           | 8             | 11,1           | 12,7          | 12,8           | 9,6             | 7,4           | 3,3              | 0,9             | 6,1       |
| Température moyenne (°C)              | 3,9            | 4,3            | 7,5              | 9,9           | 13,5          | 17             | 18,9          | 19             | 15,4            | 12,1          | 7,2              | 4,6             | 11,1      |
| Température maximale moyenne (°C)     | 7,5            | 8,7            | 12,6             | 15,2          | 19,1          | 22,9           | 25,1          | 25,3           | 21,2            | 16,7          | 11,1             | 8,4             | 16,1      |
| Record de froid (°C) date du record   | −18 18.01.1987 | −15,9 09.02.12 | −13,8 06.03.1971 | −7,7 07.04.21 | −2,2 06.05.02 | 0,2 05.06.1969 | 4 17.07.00    | 2,8 25.08.1969 | −0,3 19.09.1962 | −6,1 25.10.03 | −10,4 24.11.1998 | −14,8 19.12.09  | −18 1987  |
| Record de chaleur (°C) date du record | 21,3 01.01.22  | 23,3 27.02.19  | 24,8 19.03.05    | 28,3 30.04.05 | 31,7 21.05.22 | 38,4 27.06.19  | 38,7 23.07.19 | 38,5 05.08.03  | 34,3 12.09.22   | 29,9 08.10.23 | 23,5 01.11.1981  | 21,3 29.12.1983 | 38,7 2019 |
| Précipitations (mm)                   | 131,5          | 109,8          | 114              | 128,8         | 131,7         | 108,5          | 85,8          | 87,7           | 109             | 125,1         | 149,4            | 150,9           | 1 432,2   |

## Urbanisme

### Typologie
Au 1er janvier 2024, Camps-Saint-Mathurin-Léobazel est catégorisée commune rurale à habitat très dispersé, selon la nouvelle grille communale de densité à 7 niveaux définie par l'Insee en 2022.
Elle est située hors unité urbaine. Par ailleurs la commune fait partie de l'aire d'attraction de Biars-sur-Cère - Saint-Céré, dont elle est une commune de la couronne,. Cette aire, qui regroupe 49 communes, est catégorisée dans les aires de moins de 50 000 habitants,.

### Occupation des sols
L'occupation des sols de la commune, telle qu'elle ressort de la base de données européenne d’occupation biophysique des sols Corine Land Cover (CLC), est marquée par l'importance des forêts et milieux semi-naturels (57,9 % en 2018), en diminution par rapport à 1990 (59,3 %). La répartition détaillée en 2018 est la suivante : 
forêts (54,9 %), prairies (41 %), milieux à végétation arbustive et/ou herbacée (3 %), zones agricoles hétérogènes (1 %).
L'évolution de l’occupation des sols de la commune et de ses infrastructures peut être observée sur les différentes représentations cartographiques du territoire : la carte de Cassini (XVIIIe siècle), la carte d'état-major (1820-1866) et les cartes ou photos aériennes de l'IGN pour la période actuelle (1950 à aujourd'hui).

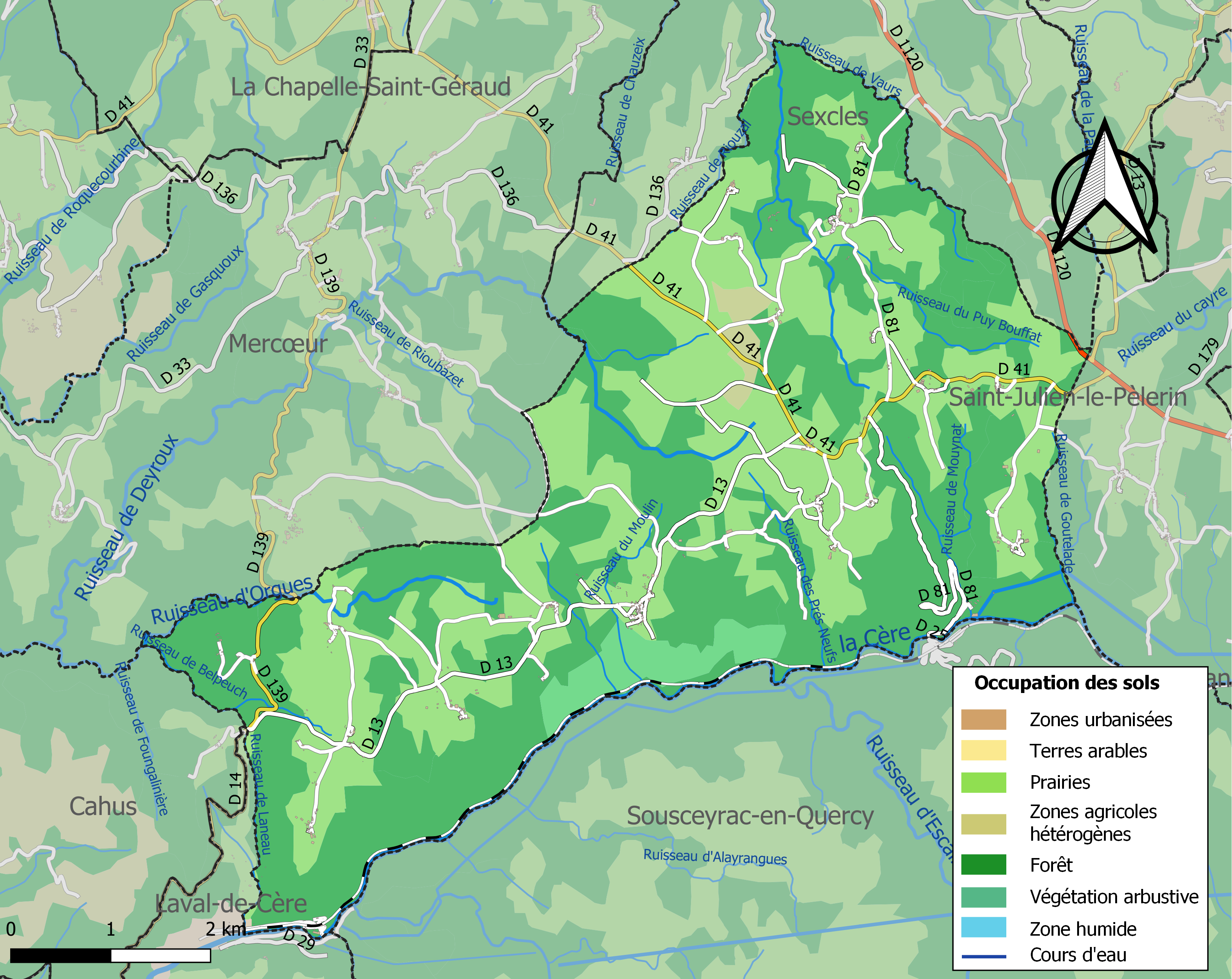
Carte des infrastructures et de l'occupation des sols de la commune en 2018 (CLC).

### Risques majeurs
Le territoire de la commune de Camps-Saint-Mathurin-Léobazel est vulnérable à différents aléas naturels : météorologiques (tempête, orage, neige, grand froid, canicule ou sécheresse), feux de forêts, mouvements de terrains et séisme (sismicité très faible). Il est également exposé à un risque technologique, la rupture d'un barrage, et à un risque particulier : le risque de radon. Un site publié par le BRGM permet d'évaluer simplement et rapidement les risques d'un bien localisé soit par son adresse soit par le numéro de sa parcelle.

#### Risques naturels

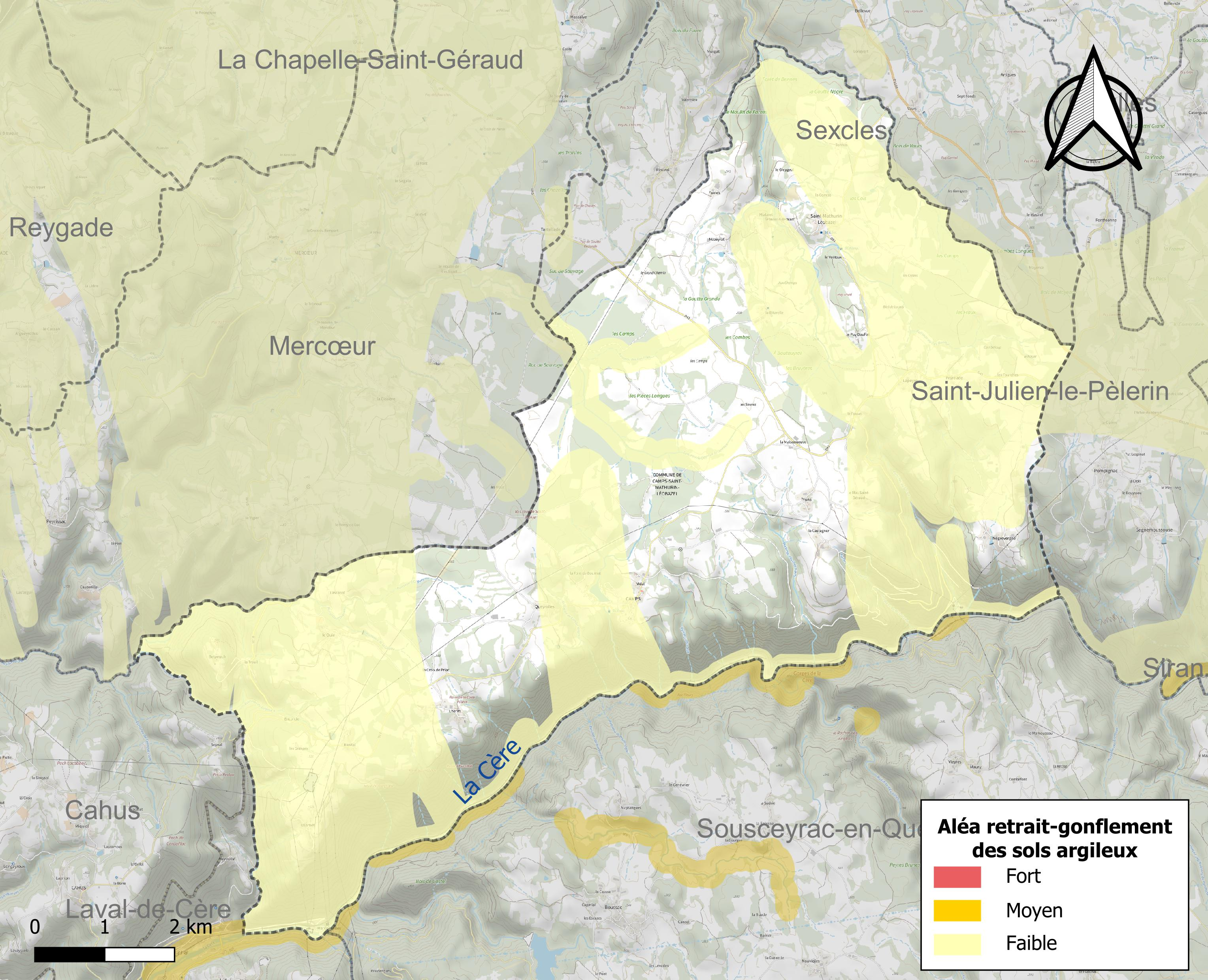
Carte des zones d'aléa retrait-gonflement des sols argileux de Camps-Saint-Mathurin-Léobazel.

La commune est vulnérable au risque de mouvements de terrains constitué principalement du retrait-gonflement des sols argileux. Cet aléa est susceptible d'engendrer des dommages importants aux bâtiments en cas d’alternance de périodes de sécheresse et de pluie. Aucune partie du territoire de la commune n'est en aléa moyen ou fort (26,8 % au niveau départemental et 48,5 % au niveau national). Sur les 195 bâtiments dénombrés sur la commune en 2019, un est en aléa moyen ou fort, soit 1 %, à comparer aux 36 % au niveau départemental et 54 % au niveau national. Une cartographie de l'exposition du territoire national au retrait gonflement des sols argileux est disponible sur le site du BRGM,.
Concernant les feux de forêt, aucun plan de prévention des risques incendie de forêt (PPRIF) n’a été établi en Corrèze, néanmoins le code de l’urbanisme impose la prise en compte des risques dans les documents d’urbanisme. Le périmètre des servitudes d'utilité publique et des zones d'obligation légale de débroussaillement pour les particuliers est quant à lui défini pour la commune dans une carte dédiée. 
La commune a été reconnue en état de catastrophe naturelle au titre des dommages causés par les inondations et coulées de boue survenues en 1982 et 1999. Concernant les mouvements de terrains, la commune a été reconnue en état de catastrophe naturelle au titre des dommages causés par des mouvements de terrain en 1999.

#### Risques technologiques
La commune est en outre située en aval du barrage de Saint-Étienne-Cantalès, un ouvrage de classe A disposant d'une retenue de 133 millions de mètres cubes. À ce titre elle est susceptible d’être touchée par l’onde de submersion consécutive à la rupture de cet ouvrage.

#### Risque particulier
Dans plusieurs parties du territoire national, le radon, accumulé dans certains logements ou autres locaux, peut constituer une source significative d’exposition de la population aux rayonnements ionisants. Certaines communes du département sont concernées par le risque radon à un niveau plus ou moins élevé. Selon la classification de 2018, la commune de Camps-Saint-Mathurin-Léobazel est classée en zone 3, à savoir zone à potentiel radon significatif. 

## Histoire
Les communes de Saint-Mathurin-Léobazel et Camps s'associent en fusion-association le 1er janvier 1973 sous le nom de Camps-Saint-Mathurin-Léobazel. Elles fusionnent définitivement au 1er janvier 2006.

La commune de Camps obtient l'électricité en 1934.

## Politique et administration

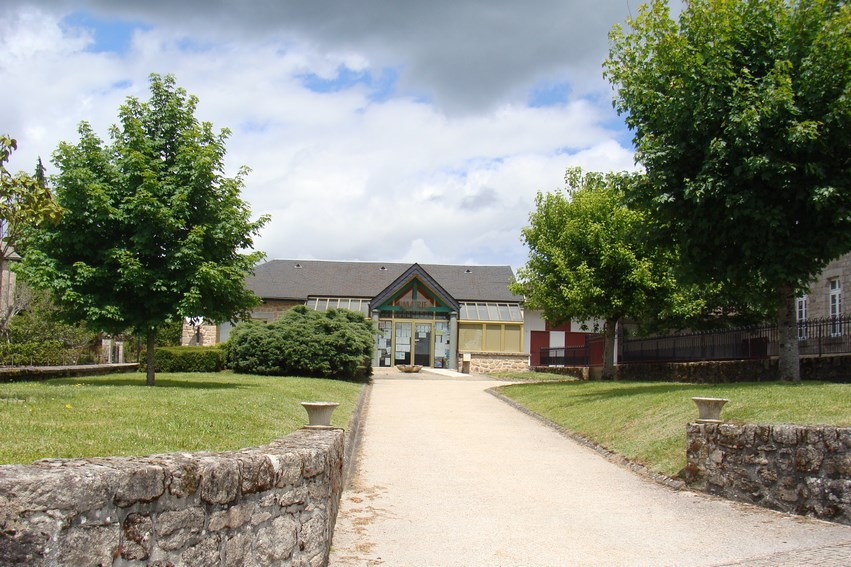
Mairie de Camps-Saint-Mathurin-Léobazel

### Politique de développement durable
La commune a engagé une politique de développement durable en lançant une démarche d'Agenda 21 en 2007.

## Démographie
L'évolution du nombre d'habitants est connue à travers les recensements de la population effectués dans la commune depuis 1793. Pour les communes de moins de 10 000 habitants, une enquête de recensement portant sur toute la population est réalisée tous les cinq ans, les populations de référence des années intermédiaires étant quant à elles estimées par interpolation ou extrapolation. Pour la commune, le premier recensement exhaustif entrant dans le cadre du nouveau dispositif a été réalisé en 2005.

En 2022, la commune comptait 208 habitants, en évolution de −13,33 % par rapport à 2016 (Corrèze : −0,59 %, France hors Mayotte : +2,11 %).
| 1793 | 1800 | 1806 | 1821 | 1831 | 1836 | 1841 | 1846 | 1851 |
| ---- | ---- | ---- | ---- | ---- | ---- | ---- | ---- | ---- |
| 751  | 517  | 603  | 790  | 887  | 814  | 762  | 762  | 802  |

| 1856 | 1861 | 1866 | 1872 | 1876 | 1881 | 1886 | 1891 | 1896 |
| ---- | ---- | ---- | ---- | ---- | ---- | ---- | ---- | ---- |
| 740  | 663  | 656  | 612  | 601  | 638  | 790  | 569  | 576  |

| 1901 | 1906 | 1911 | 1921 | 1926 | 1931 | 1936 | 1946 | 1954 |
| ---- | ---- | ---- | ---- | ---- | ---- | ---- | ---- | ---- |
| 614  | 512  | 503  | 438  | 524  | 534  | 404  | 387  | 389  |

| 1962 | 1968 | 1975 | 1982 | 1990 | 1999 | 2005 | 2006 | 2010 |
| ---- | ---- | ---- | ---- | ---- | ---- | ---- | ---- | ---- |
| 362  | 373  | 381  | 341  | 293  | 243  | 243  | 247  | 245  |

| 2015 | 2020 | 2022 | - | - | - | - | - | - |
| ---- | ---- | ---- | - | - | - | - | - | - |
| 244  | 212  | 208  | - | - | - | - | - | - |

## Culture locale et patrimoine

### Lieux et monuments
- L'intersection du 45e parallèle nord et du 2e méridien à l'est de Greenwich se trouve sur le territoire de la commune (voir aussi le Degree Confluence Project).
- Église Saint-Mathurin de Camps-Saint-Mathurin-Léobazel. L'édifice a été inscrit au titre des monuments historique en 1976[30].
- Église du sanctuaire, dite Grande église de Belpeuch.
- Église Saint-Pierre de Camps.

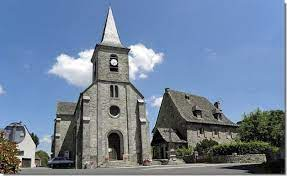
Église de Camps
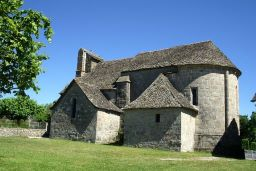
Église de Saint-Mathurin-Léobazel
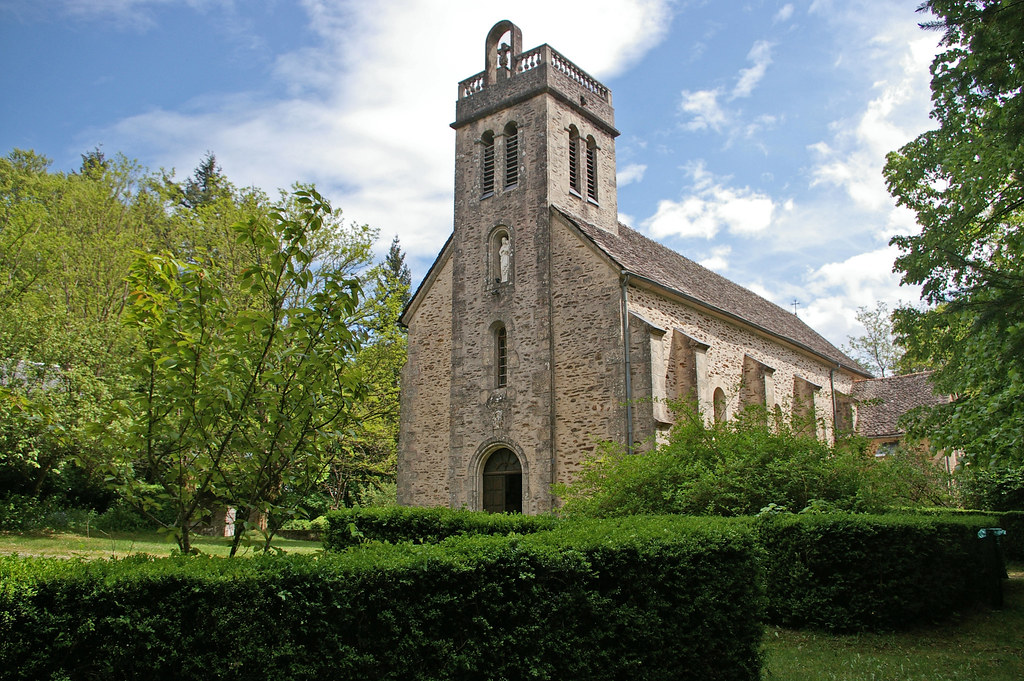
Église du sanctuaire de Belpeuch

### Sanctuaire Notre-Dame de Belpeuch

#### Description
Perchée sur les hauteurs de la Xaintrie, la chapelle de Belpeuch aurait accueilli plusieurs miracles, selon la légende. Un lieu mystique qui continue d'attirer une multitude de personnes.
Une atmosphère sereine envahit tout de suite les visiteurs. Discrètement accrochée au sommet de sa colline, la chapelle de Belpeuch est installée là depuis le Xe siècle. Un autel en pierre est installé à l’extérieur à côté de l’abri des pèlerins. Cette chapelle est une des rares à disposer d’une Pieta, une vierge avec une couronne.
Plusieurs miracles auraient eu lieu à Belpeuch, dont un vers 1800 qui a relancé les pèlerinages sur le site.
Les mariés viennent chercher la protection de la Vierge. En 1860, les pèlerinages ont pris une telle ampleur qu’une grande église voisine de 600 places a vu le jour.
Belpeuch respire la quiétude, un endroit isolé où le paysage s’étale à perte de vue.

#### Liste des monuments du sanctuaire
- La Grande Eglise (1860)
- La Chapelle Miraculeuse
- Autel extérieur
- Vierge couronnée de Notre-Dame de Belpeuch
- Le chemin de Croix
- La Tinote
- Fontaine Ste Bernadette
- Statue de Ste Germaine

### Héraldique
| Blason de Camps-Saint-Mathurin-Léobazel | Blason  | D'hermine à la bande de gueules (famille de Sermur), au franc-canton coticé d'or et de gueules à douze pièces (vicomté de Turenne). |
| Blason de Camps-Saint-Mathurin-Léobazel | Détails | Blason adopté par la commune en 1985.                                                                                               |